# 内尾聡理
内尾 聡理（うちお そうり、2001年4月12日 - ）は、福岡県出身のバスケットボール選手。B.LEAGUEの佐賀バルーナーズに所属している。ポジションはシューティングガード。姉は同じくバスケットボール選手の内尾聡菜。

## 経歴

### 千葉ジェッツふなばし
2024年1月10日に特別指定選手として千葉ジェッツふなばしに加入した。加入後はレギュラーシーズン23試合に出場し、特別指定選手ながらCSでは全6試合に先発出場した。シーズン終了後、千葉との契約交渉が難航し、退団となった。

### ファイティングイーグルス名古屋
2024年6月3日にファイティングイーグルス名古屋と契約した。

### 佐賀バルーナーズ
2025年6月1日に佐賀バルーナーズと契約した。